# Paryszewe
Paryszewe (ukr. Паришеве) – wieś na południu Ukrainy, w obwodzie chersońskim, w rejonie biłozerskim. 112 mieszkańców.